# Seminário João XXIII
O Seminário João XXIII é um lugar destinado à formação de candidatos ao sacerdócio e considerado patrimônio cultural e histórico da cidade de São Paulo. Porém, civis que querem estudar um pouco mais sobre o catolicismo pode se inscrever no local. Localiza-se em São Paulo, no bairro Vila Dom Pedro I, distrito do Ipiranga. O nome recorda ao Papa João XXIII (1881-1963) o qual convocou o Concílio Vaticano II que promoveu uma reforma na Igreja Católica, deixando-a mais aberta e moderna. O pontífice que dá nome ao seminário foi um dos pilares para as missas passarem a ser ministradas na língua nativa de cada país e não mais em latim além de promover a tolerância com os não cristãos. O Seminário começou suas aulas de Teologia e Filosofia em 1954 de maneira provisória e passou a ter sede própria em 1962, ano em que o Papa João XXIII estava a frente da Igreja Católica.
É o primeiro seminário escalabriniano em solo paulista. Ou seja, segue os conceitos da Congregação dos Missionários de São Carlos, fundada pelo beato João Batista Scalabrini, tendo como lema: Eu era estrangeiro e me acolhestes (Mt 25,35). A congregação tem como missão espalhar o catolicismo pelo mundo.

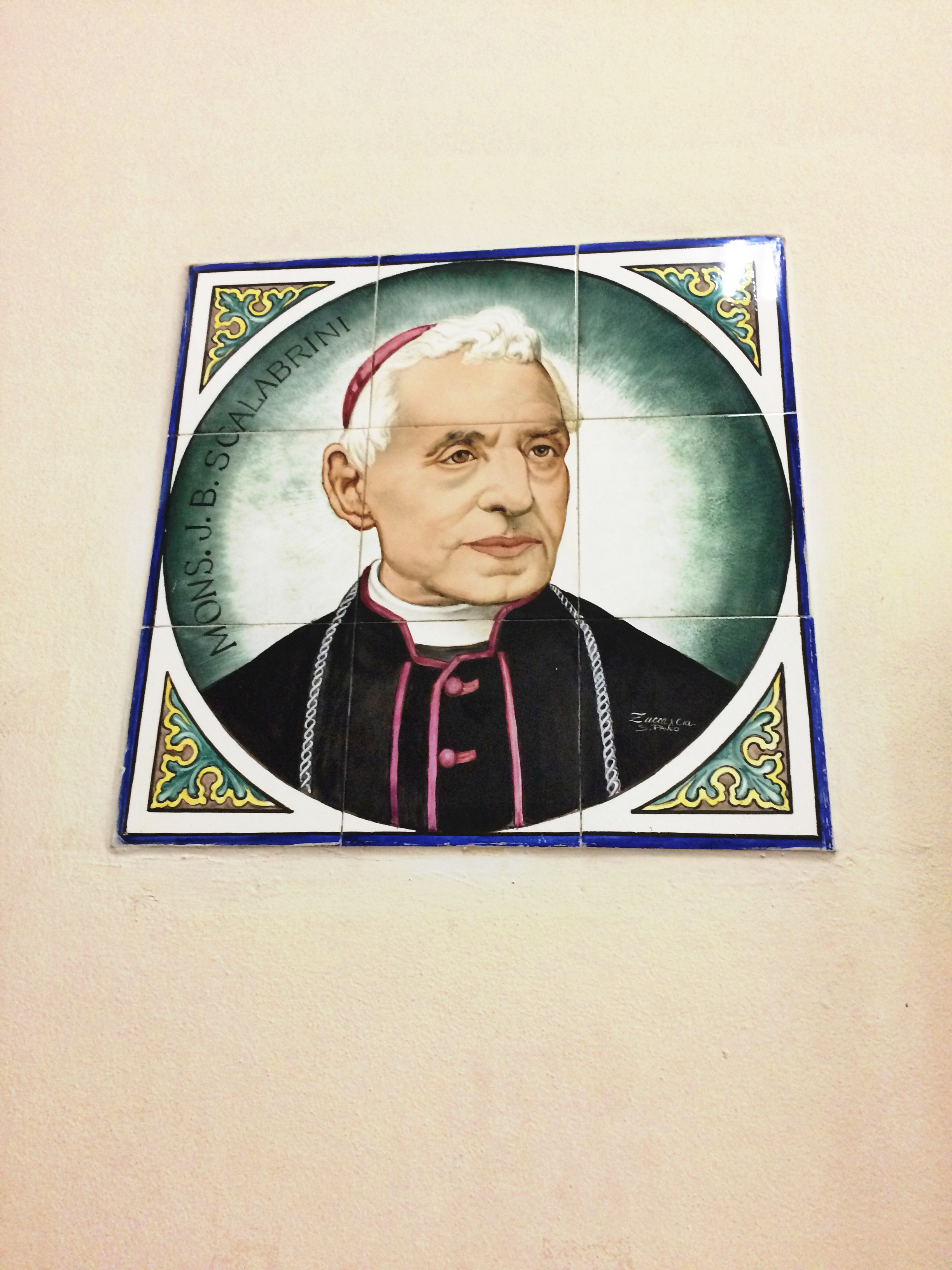
Imagem do beato João Batista Scalabrini

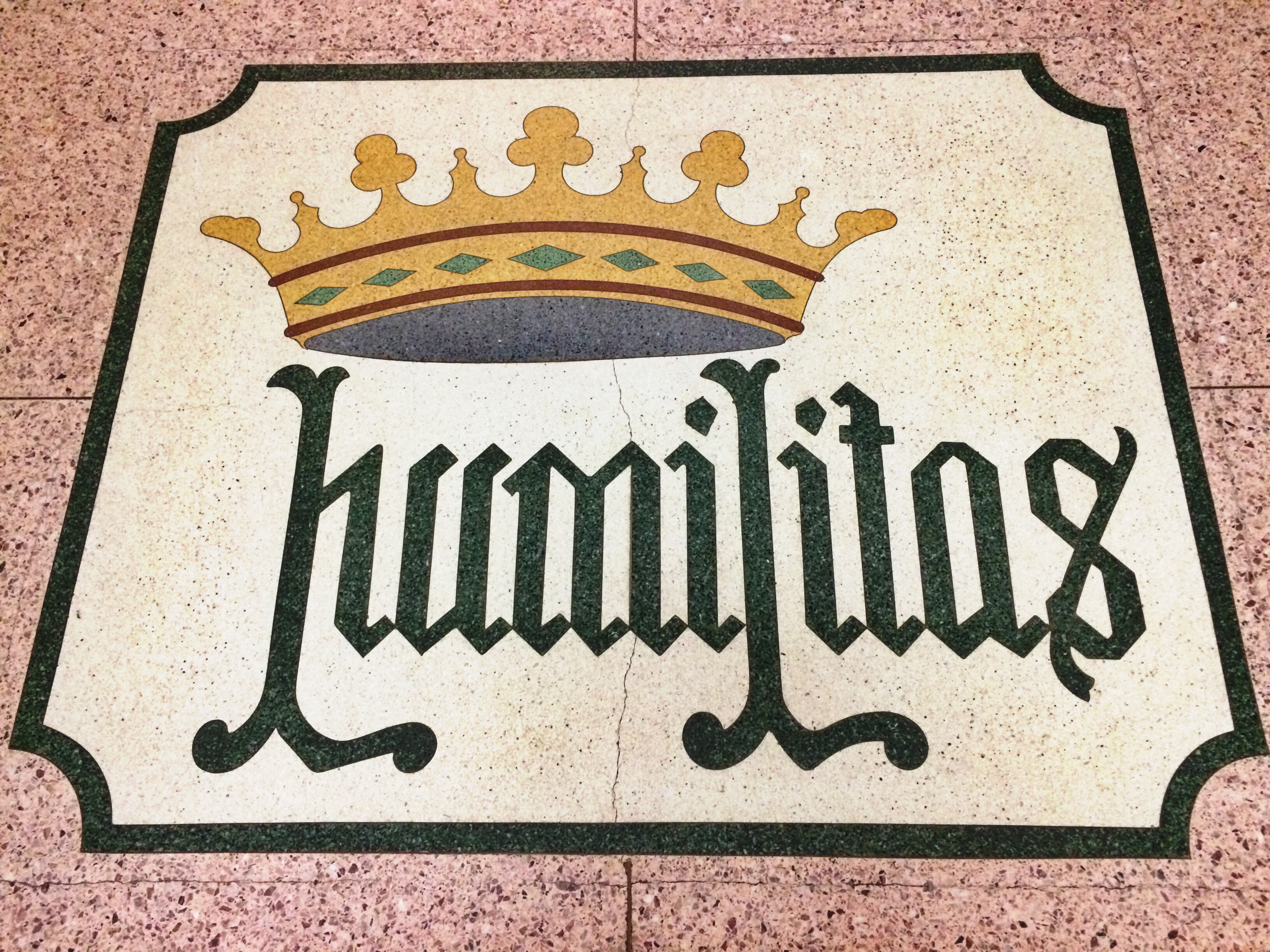
Símbolo da Congregação Escalabriniana

 A congregação tem como símbolo a palavra Humilitas, que do latim significa humildade, característica que sempre esteve presente desde o início da história do seminário quando a comunidade formativa foi inquilina do Orfanato Cristóvão Colombo e dividia o espaço físico com crianças abandonadas que agora tinham um lar. Hoje o Seminário João XXIII é vizinho do orfanato, com sede própria porém pertencente ao Instituto Cristóvão Colombo que cedeu o terreno para a construção da faculdade. 

## História

### A Sede
Dois lugares concorriam como possíveis sedes do Seminários Maior da Congregação em São Paulo: a chácara de Rudge Ramos sobre a qual se erguia a antena transmissora da Rádio 9 de Julho e os terrenos do orfanato do Ipiranga. Circunstâncias providenciais, entre as quais o decidido apoio do superior geral, Pe. Francisco Prevedello, fizeram com que ele surgisse exatamente onde os padres José Marchetti e Faustino Consoni haviam lançado as primeiras sementes da promoção vocacional na capital paulista: o Instituto Cristóvão Colombo. Por oito anos e meio (fevereiro de 1954 - julho de 1962) a comunidade foi hóspede do Orfanato Cristóvão Colombo que cedeu parte do terreno vazio para o que hoje é o Seminário João XXIII. No dia 29 de junho de 1962, dia dedicado a festa de São Pedro e São Paulo foi inaugurada a nova sede com uma estrutura consideravelmente grande e moderna para os moldes da época.
Em 1980, era comum que as lideranças sindicais dos metalúrgicos do ABC Paulista, sendo perseguidas pelo regime militar, varassem as noites em reuniões clandestinas feitas nas dependências do Seminário João XXIII. De início, alguns religiosos da congregação ficaram assustados com essa ajuda ao movimento operário. Porém, o grupo de clérigos que seguia orientações do Centro de Estudos Migratórios, o qual havia tomado parte na coleta de alimentos para os participantes da greve dos metalúrgicos de São Bernardo do campo, começou a atuar ativamente na luta sindical. Liderada pelo católico Waldemar Rossi, a tarefa dos clérigos consistia em levantar às 4h da madrugada ir à cidade fazer plantão diante das portas das fábricas e distribuir panfletos, estando de volta ao seminário às 7h, em tempo de participar da primeira oração da manha.

### Nova Igreja
Para a Igreja Católica, a década de 80 e os primeiros anos de 90 tiveram como característica principal a abertura de novas perspectivas ideais. O caminho foi árduo pois fazia-se sentir fortemente a tensão entre o espírito de substituição de tudo o que era formalismo e o esforço dos modernistas em promover o cultivo dos valores da espiritualidade e da dimensão comunitária do carisma. De uma maneira mais clara, o Seminário João XXIII foi e continua sendo responsável por transmitir os novos valores da Igreja, os quais foram decididos no Concílio Vaticano II.

### Comunidade Latino-americana
Próximo da virada de século e de milênio, a composição da comunidade sofreu uma evolução significativa no que e refere à nacionalidade e os valores étnico-culturais dos seus membros. Em 1995, foram sete brasileiros e seis estrangeiros; em 1996, doze brasileiros e oito estrangeiros; em 1997, nove brasileiros e sete estrangeiros; em 1998, sete brasileiros e nove estrangeiros, sendo o primeiro ano que os latino-americanos foram maioria no seminário. Em 1999, foram seis brasileiros e onze estrangeiros; em 2000, cinco brasileiros (um não-religioso) e doze estrangeiros; 2001: oito brasileiros e treze estrangeiros; 2002: nove brasileiros e dezessete estrangeiros; e em 2003, seis brasileiros e dezesseis estrangeiros.
A composição multiétnica da comunidade do Seminário João XXII já se fez pensar em uma equipe formativa multinacional. Entretanto, a resposta possível a esta aspiração consistiu na escolha de formadores que, embora sendo todos brasileiros, viveram no exterior e adquiriram a língua e a cultura dos países de origem do estudantes estrangeiros.

### Mulheres no Seminário
Durante o período de oito anos e meio (1954-1962) em que a comunidade foi hóspede do orfanato os religiosos estudantes foram assistidos pela equipe das Irmãs Missionárias de São Carlos Borromeo. Em 1964, chegaram da Itália algumas irmãs da Congregação dos Sagrados Corações de Jesus e Maria, as quais ficaram responsáveis pelas tarefas domésticas do seminário.

## Arquitetura

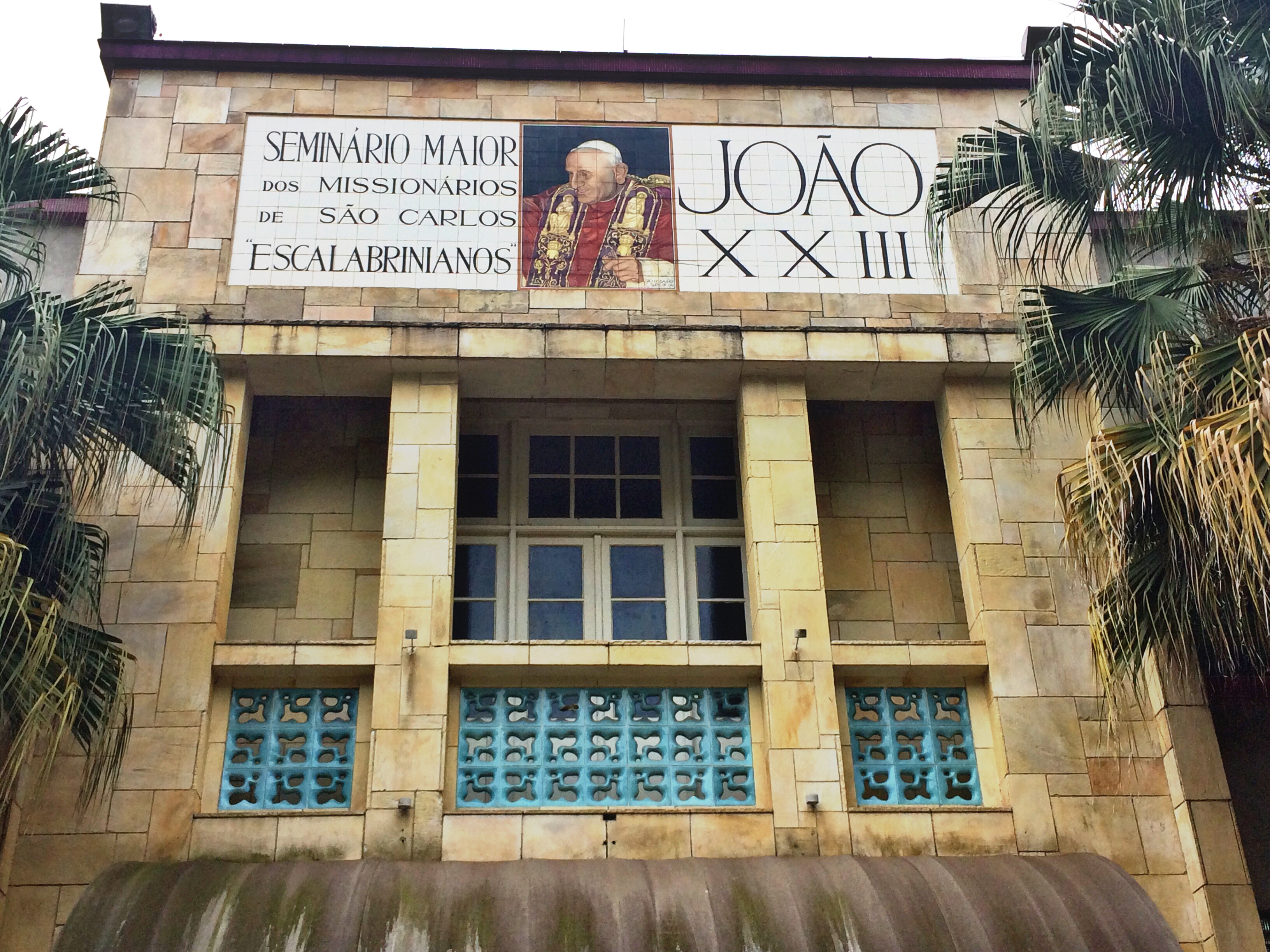
Detalhe da Fachada do Seminário João XXIII

Construído em 1962, o Seminário João XXIII tem uma arquitetura eclética, a qual faz parte de um período de transição da arquitetura predominante desde meados do século XIX até as primeiras décadas do século XX.
A estrutura do seminário é simultaneamente luxuosa e modesta por apresentar uma entrada com porta grande como um palácio. Com a presença de quadros que contam momentos históricos da religião católica. Ao ingressar no edifício é possível ver diversas salas como uma faculdade comum, pois é onde o seminário se encaixa, como um local de aprendizagem da Filosofia e Teologia. No piso inferior do prédio encontra-se a capela que tem uma arquitetura diferente de como é conhecido esse local religioso: em salão circular, a capela foi construída desse modo para que todas as energias do recinto sejam convergentes ao centro onde encontra-se a cruz de Jesus Cristo. Outro ponto é que todos os indivíduos presentes possam estar de frente uns para os outros, fato que mostra como o seminário segue modernizando a Igreja Católica.

## Significado Histórico e Cultural

### Catolicismo no Brasil

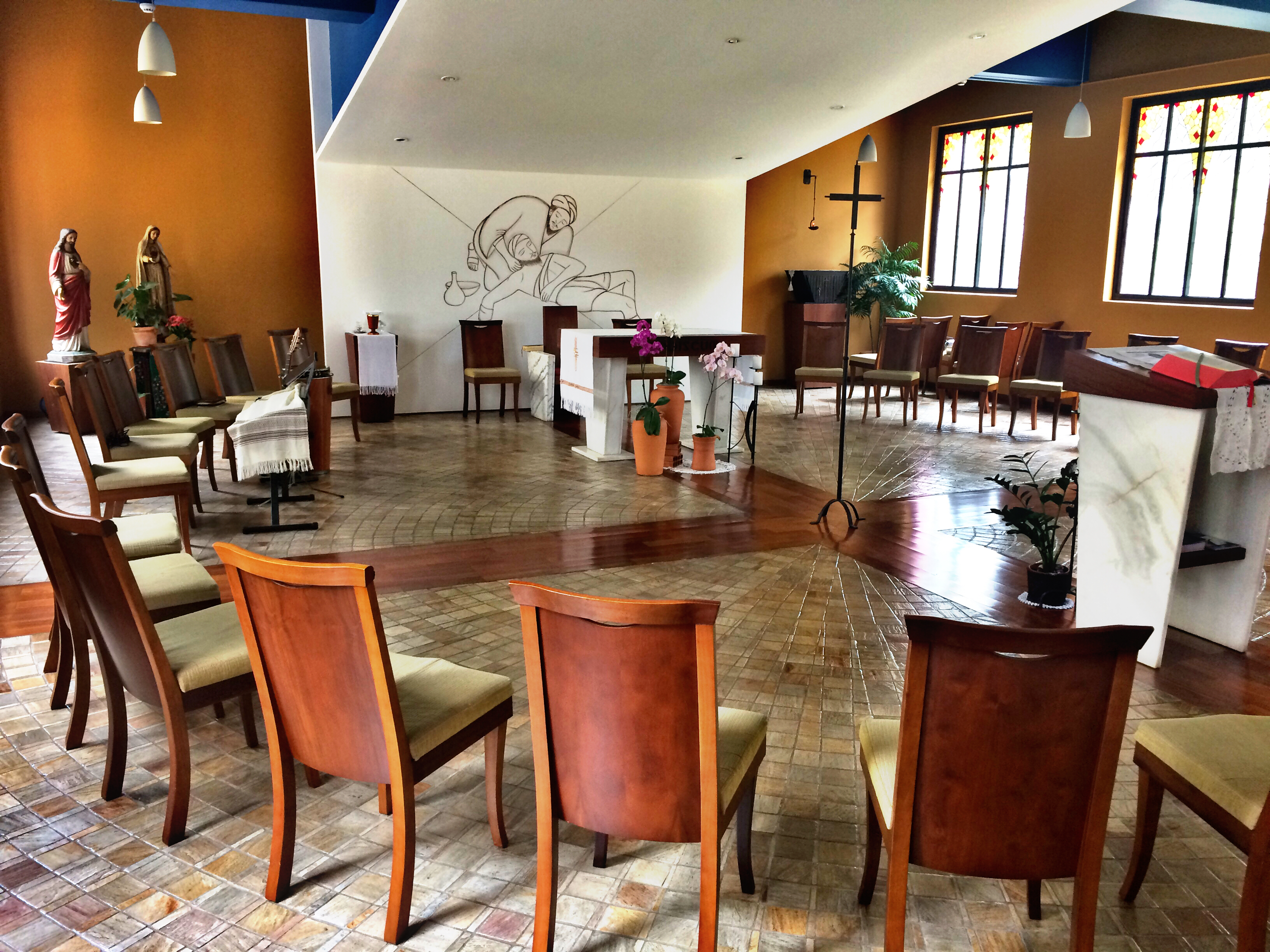
Capela do Seminário João XXIII

Por levar o nome do Papa João XXIII, o pontífice que revolucionou a Igreja Católica ao convocar o Concílio Vaticano II que promoveu uma reforma na Igreja Católica, o Seminário João XXIII tem importância histórica por introduzir uma nova cultura na Igreja Católica, ao dar aulas e ministrar missas no idioma português e aproximar a figura do padre do fiel.
Ao formar centenas de pessoas para o sacerdócio, o Seminário João XXIII ajudou a deixar a religião católica mais popular no país, seguindo as medidas modernas do Concílio Vaticano II, sendo hoje a religião com mais adeptos no Brasil.

### Tombamento
O edifício teve o seu  estudo para processo de tombamento iniciado em 1992 dado pelo Departamento do Patrimônio Histórico/Conselho Municipal de Preservação do Patrimônio Histórico, Cultural e Ambiental da Cidade de São Paulo.
O processo número 03/92 aberto deixava claro que qualquer intervenção no imóvel em termos de modificação, reforma ou destruição deveria ser precedida pela autorização do órgão, dessa forma seria evitado algum tipo de descaracterização. OU seja, zelando pela preservação integral das fachadas e cobertura com todas as suas características arquitetônicas, do muro de fachamento e gradis originais e dos jardins com vegetação arbórea no recuo frontal e pátio interno. Entre as resoluções e artigos definidos pelo órgão, destaca-se que o órgão fica tombado como bem cultural.
A definição do processo de tombamento se deu no dia 11 de dezembro de 2006.

## Estado Atual

### Conservação
O prédio construído na década de 60 possui todas as características da época, sendo na parte de fora com seu jardim de entrada e sua fachada monumental ou no interior com o pisos e paredes originais. Conforme o tombamento de número 03/92, a estrutura não pode ser reformada sem autorização do Departamento do Patrimônio Histórico.

## Galeria

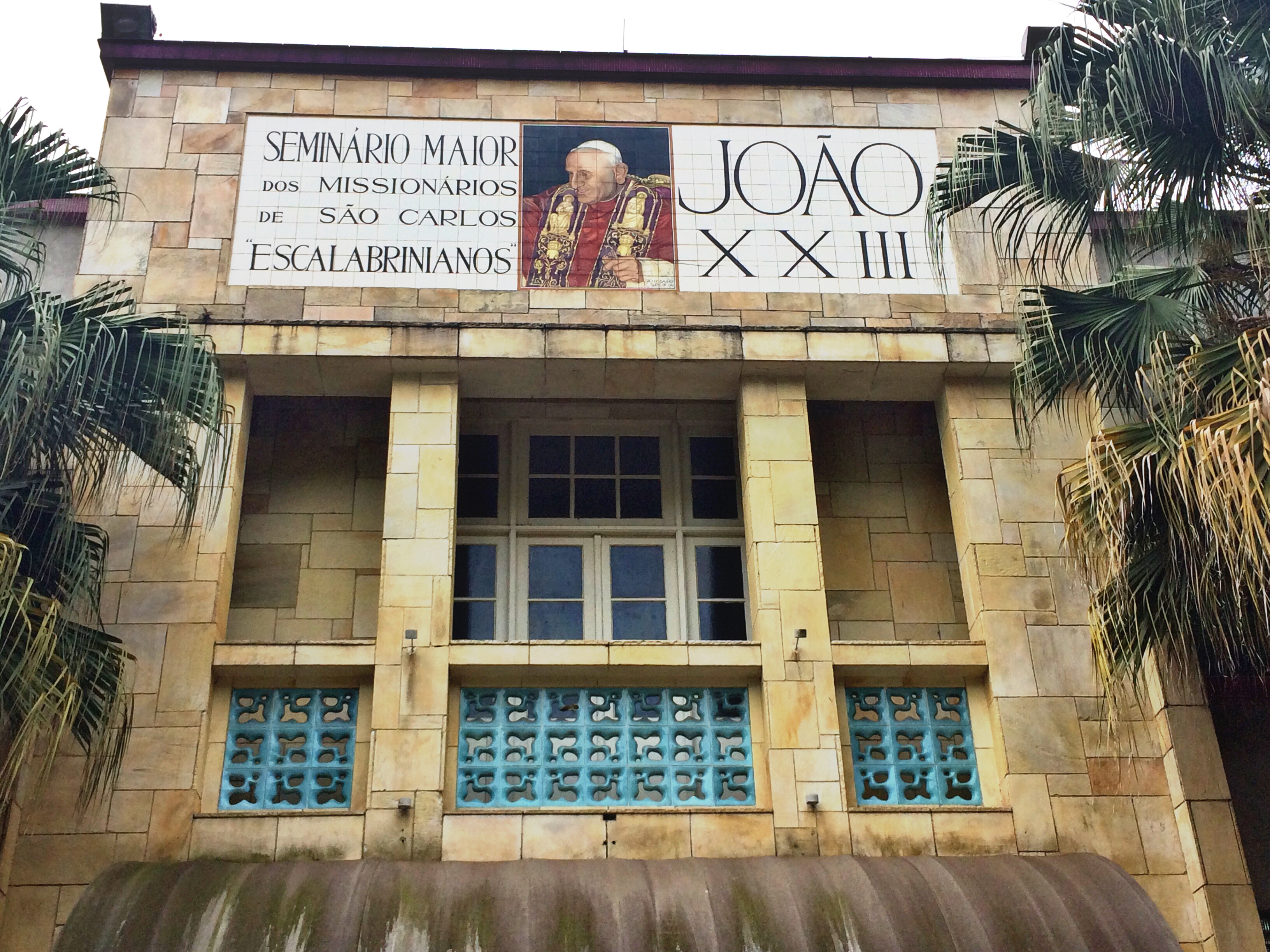
Detalhe da Fachada do Seminário João XXIII
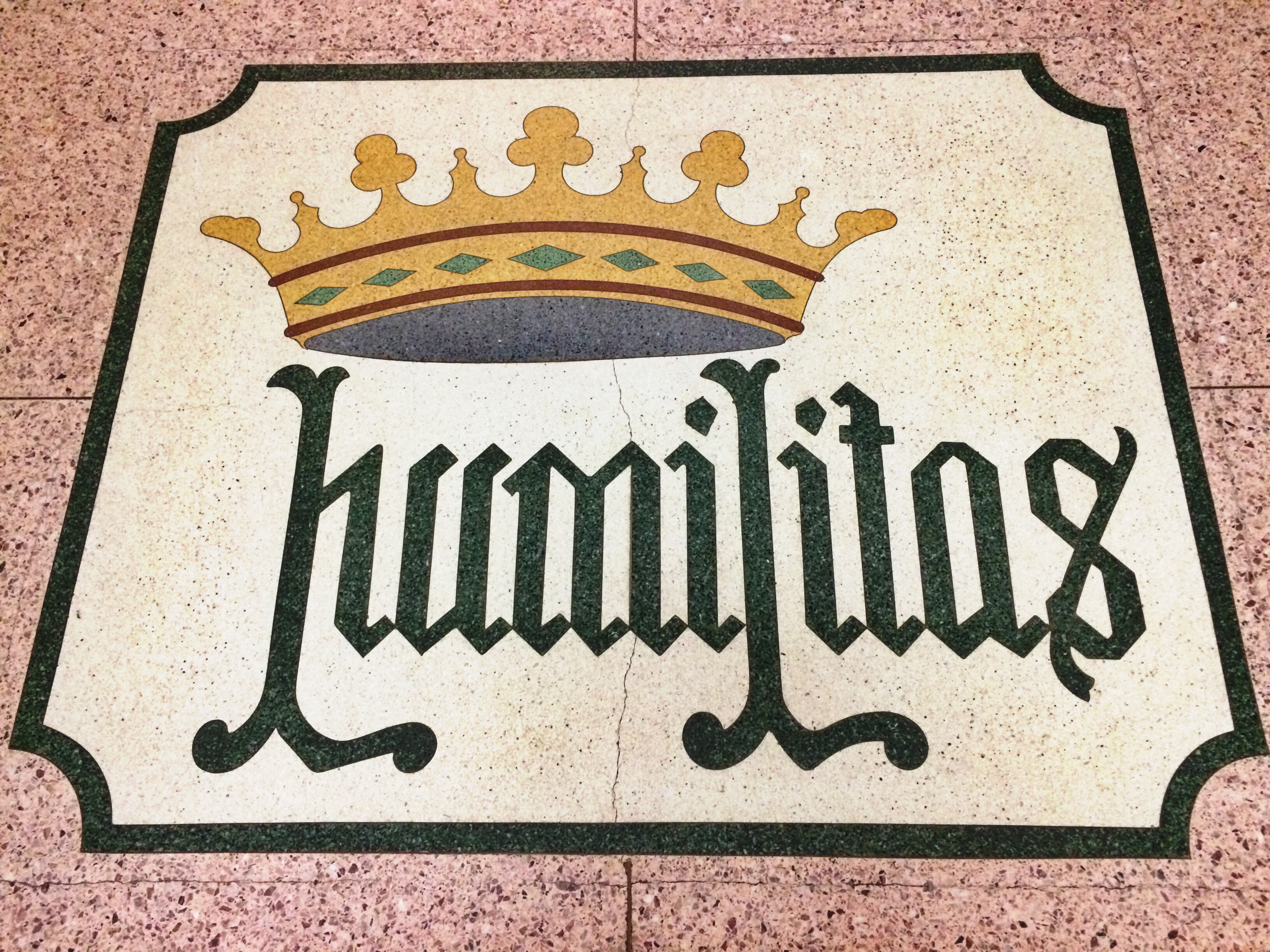
Símbolo da Congregação Escalabriniana
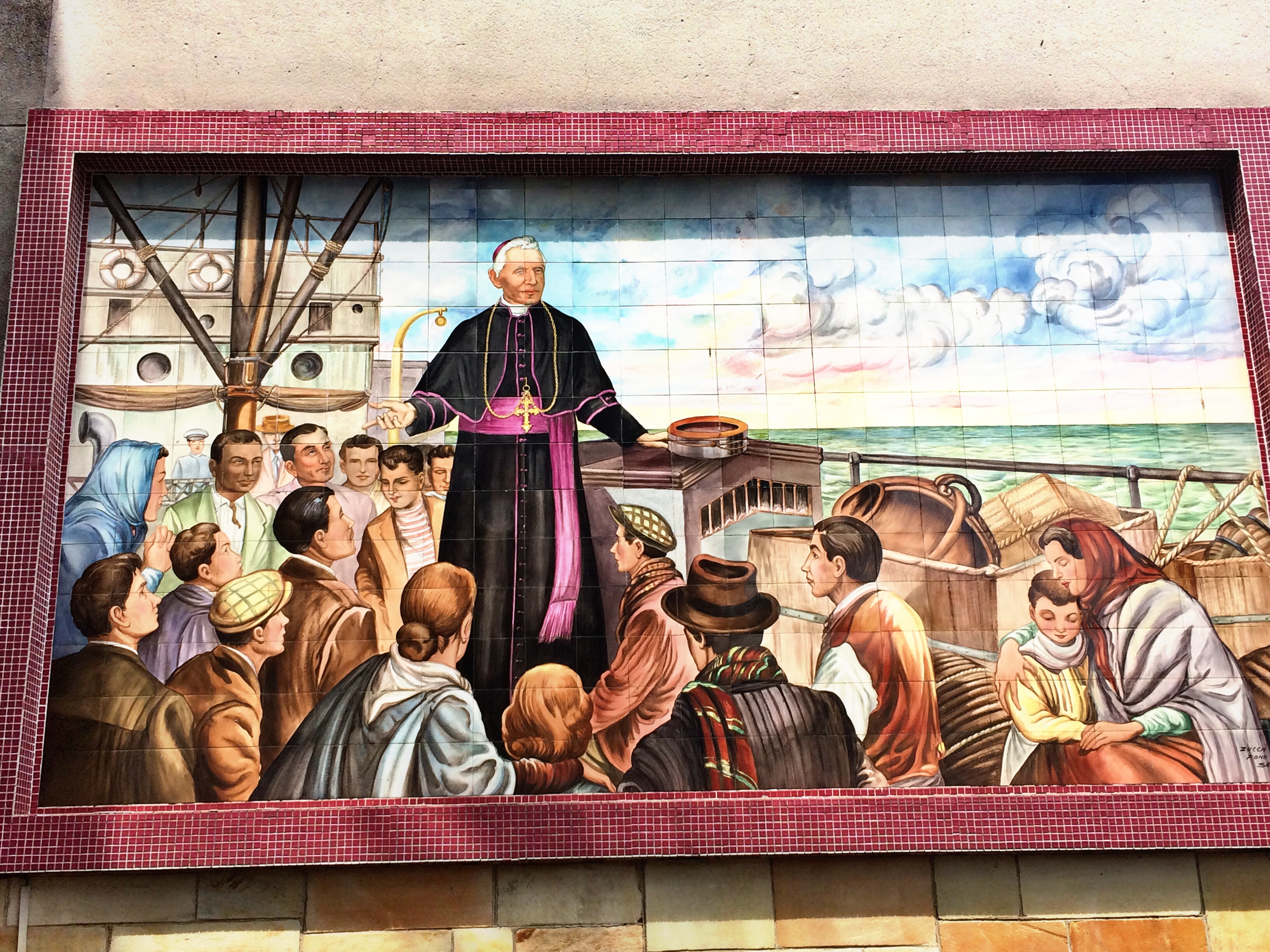
Quadro localizado na área externa do Seminário João XXIII
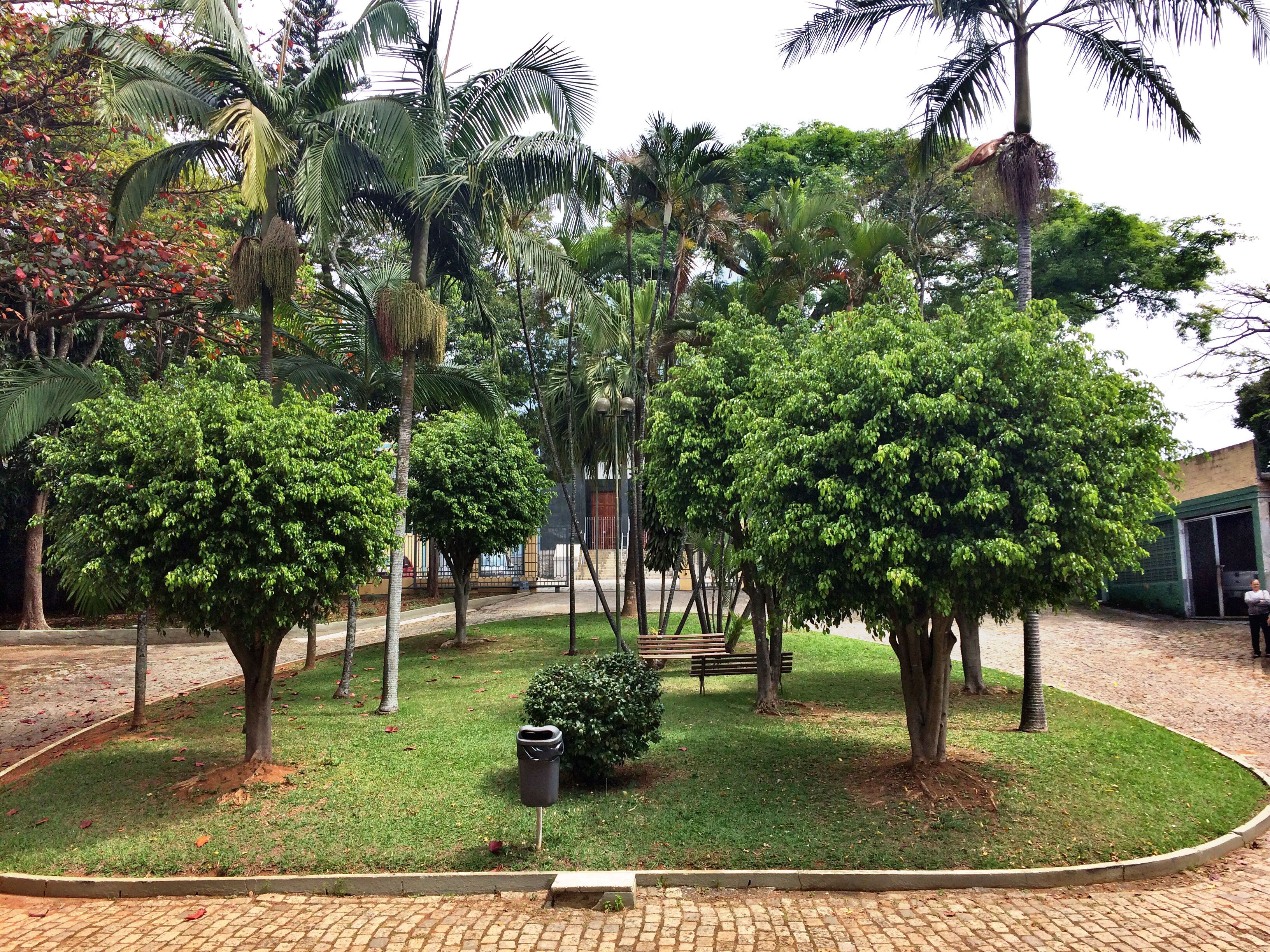
Jardim do Seminário João XXIII
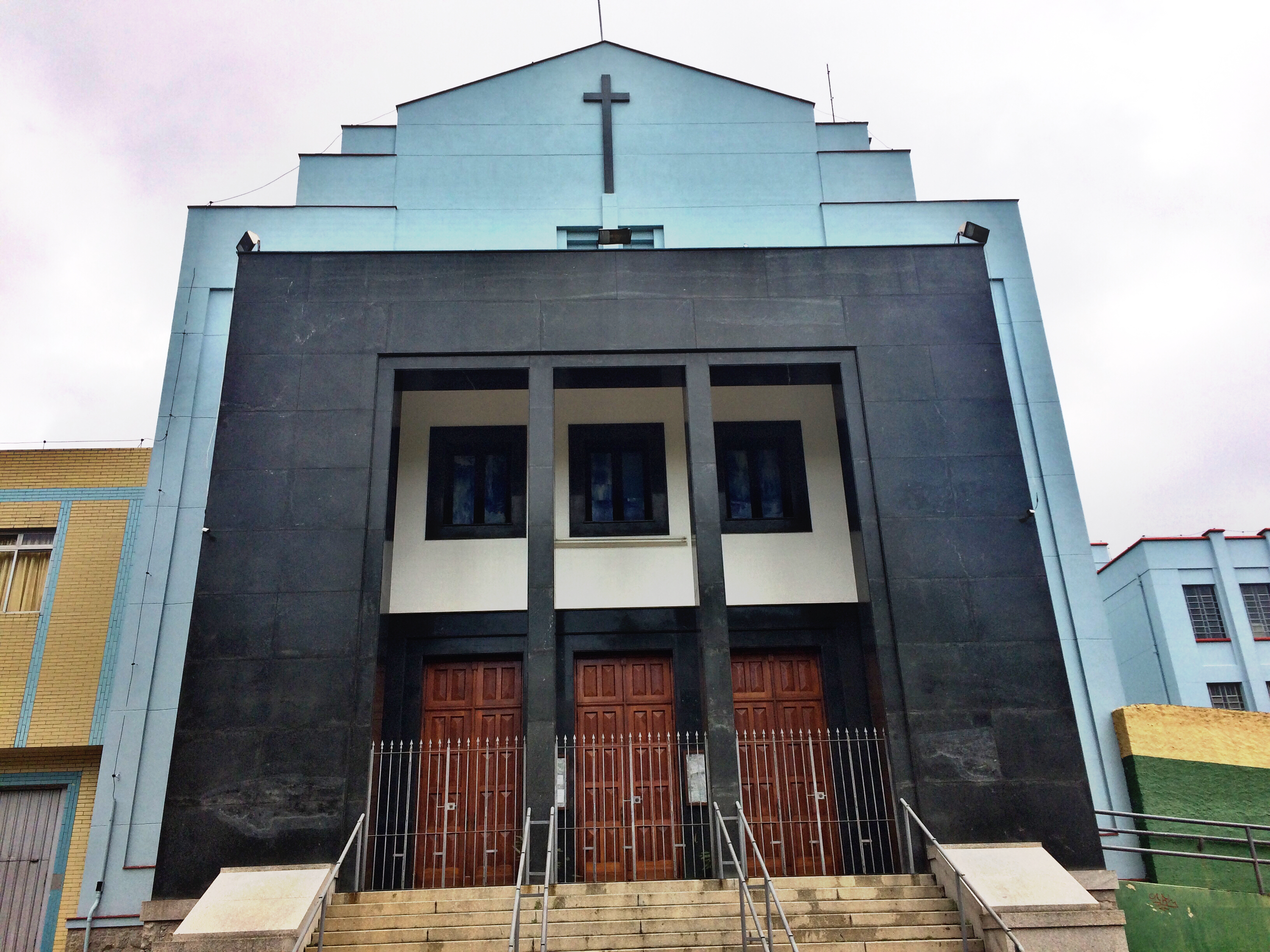
Igreja localizada em frente ao Seminário João XXIII